# SV Norden-Nordwest
Sportverein Norden-Nordwest 1898 e.V. Berlin é uma agremiação esportiva alemã, fundada a 16 de outubro de 1898, sediada em Berlim.
Foi estabelecido como Berliner Fußball Club des Nordens em 1898. Em 1906, se uniu ao Berliner Fußball Club Norden-West, também criado em 1898, para atuar como FC Norden-Nordwest Berlin. O time recém-formado rapidamente conquistou o título da Märkischer Fußball-Bund (MFB), um circuito local, antes de perder por 9 a 1 para o VfB Leipzig nas quartas de final do campeonato nacional. Como FC des Norden, já havia conseguido na MFB dois segundos lugares em 1903 e 1905.

## História
Em 1907, uma fusão posterior com o Sportliche Verbindung Teutonia 1903 Schönholz formou o Sportliche Verbindung Norden-Nordwest Berlin. A equipe mais uma vez conquistou o título da Märkischer Fußball-Bund, em 1908, antes de perder a final para o Viktoria Berlin 89 por 4 a 3. A equipe permaneceu competitiva até o final da década antes de tomar parte da Oberliga Berlim em 1911.
O Norden-Nordwest voltou a jogar em nível superior, em 1917, e, em 1922, terminou em primeiro lugar na Oberliga- Staffel A. Ganhou o título da divisão ao vencer o União-SC Charlottenburg (4 a 2, 1 a 0), avançando para os play-offs nacionais. Depois de uma vitória por 1 a 0 nas quartas de final sobre o Viktoria Forst, saiu na semifinal ao capitular diante do 1. FC Nuremberg pelo mesmo placar.
A 6 de abril de 1922, assumiu o nome Sportverein Norden-Nordwest Berlim e permaneceu um dispositivo elétrico na Oberliga Berlin-Brandenburg (I) ao longo dos anos 1920 e início dos anos 1930. Conseguiu seu maior sucesso durante esse período. Terminou em primeiro na Berlim Grupo A, novamente em 1924, mas perdeu o título da divisão global frente ao Alemannia 90 Berlim (1 a 3, 2 a 2). Duas temporadas depois, terminou em primeiro lugar Grupo B e dessa vez foi batido na final pelo Hertha BSC (0 a 7, 1 a 2). Apesar da perda, participou das eliminatórias nacionais na qual bateu o FC Viktoria Köln 1904 por 2 a 1, em um confronto de oitavas de final antes de perder por 4 a 0 para o Holstein Kiel nas quartas de final. Além de suas aparições no palco nacional, o SV por duas vezes conquistou a Landespokal Berliner (Berlim Cup).
O SV Norden-Nordwest era um time mediano ao longo das seguinte doze temporadas, não conseguindo se classificar para a nova Gauliga Berlin-Brandenburg, uma das 16 máximas divisões regionais formadas em 1933 a partir da reorganização do futebol alemão sob o regime do Terceiro Reich. A equipe fez duas tentativas fracassadas de ganhar a promoção, em 1937 e 1941, mas nunca foi capaz de romper a linha divisória. Na temporada 1944-45, o SV atuou ao lado do Meteor BFC 06, como parte do esforço de guerra Kriegspielgemeinschaft BSC Meteor/NNW Berlim.

### Pós-guerra
Após o fim da Segunda Guerra Mundial, as autoridades aliadas proibiram a maioria das organizações em todo o país, incluindo as esportivas, como parte do processo de desnazificação. Membros do clube fizeram parte da Sportgruppe Gesundbrunnen Berlim junto com os membros do Hertha Berlim antes de ambos os clubes reemergirem como equipes separadas a 1 de agosto de 1949. O SG jogou duas temporadas do pós-guerra na Stadtliga Berlim (1945-1946) e Landesliga Berlim (1946-1947) antes de cair para as competições de nível inferior.
O SV Norden-Nordwest apareceu na segunda divisão, a Amateurliga Berlim em 1957. A campanha de 1958-1959 foi boa e o time avançou para a Oberliga Berlin (I) por uma única temporada, mas foi imediatamente rebaixado. A temporada seguinte na Amateurliga também culminou com o descenso.
Em 1999, a equipe avançou à Bezirksliga Berlim (VII) e, em 2006, chegou à Berlim Landesliga (VI). A equipe ainda concorre como um mediana na Landesliga, que se tornou um campeonato de nível 7, após a introdução da 3. Liga em 2008.

## Títulos
- Märkischer Fußball-Bund Campeão: 1906, 1908;
- Brandenburg Campeão : 1922;
- Berliner Landespokal Campeão: 1923, 1925;
- Participação na fase final do Campeonato Alemão: 1905/06, 1921/22, 1925/26;
- Berlim Campeão: 1921-1922;